# 坂本和隆
坂本 和隆（さかもと かずたか、1982年-）は、日本の映像プロデューサー。Netflix Japan コンテンツ・アクイジション・ディレクター。

## 経歴・人物
映像制作会社を経て、2015年にNetflix Japan入社。『アグレッシブ烈子』『DEVILMAN crybaby』などを手がけ、日本発のオリジナル実写作品の制作を統括。『リラックマとカオルさん』『全裸監督』『First Love 初恋』『浅草キッド』『サンクチュアリ -聖域-』『極悪女王』などを担当。

## 主な作品
特記以外Netflix。特記以外はエグゼクティブ・プロデューサー。
allcinema・インタビュー記事を参照。
- はなちゃんのみそ汁 (2015)（プロデューサー）
- 火花 (2016)（プロデューサー）
- 僕だけがいない街 (2017) （プロデューサー）
- 恋のツキ (2018)（プロデューサー）
- アグレッシブ烈子 (2018)
- DEVILMAN crybaby (2018)
- 愛なき森で叫べ (2019)
- 全裸監督 (2019、2021)[2]
- 今際の国のアリス (2020、2022)[4]
- ボクたちはみんな大人になれなかった (2021)
- 浅草キッド (2021)[5]
- First Love 初恋 (2022)
- サンクチュアリ -聖域- (2023)[6]
- 極悪女王（2024）